# Віджаянта
Віджаянта (англ. Victorious) — індійський основний бойовий танк другого покоління, який є ліцензованою версією британського «Віккерс». Перші 90 танків були побудовані компанією «Vickers», далі виробництво продовжилось на заводах Індії. Всього було виготовлено близько 2200 танків. Вони використовувалися в Третій індо-пакистанській війні, а також в операції «Блакитна зірка».

## Історія створення
В 1961 році уряд Індії заключив контракт з «Vickers» про будівництво танкового заводу на території Індії і в середині 1960-х на заводі були побудовані перші танки, які є версією британського танка «Віккерс» і були названі «Віджаянта».
В танкі широко використовувалися вузли й агрегати британських «Центуріон» і «Чифтен». Уже в 1965 році перша партія танків збудованих в Британії прийшла в Індію, в цьому ж році розпочав роботу й танкобудівний завод.

## Опис конструкції

### Компонувальна схема
Компонувальна схема — класична. В передній частині корпусу розміщено відділення управління, яке є робочим місцем механіка-водія. Бойове відділення розміщене посередині танка і в ньому розташована башта повного обертання з іншими трьома членами екіпажа. В кормовій частині корпусу розміщено моторно-трансмісійне відділення.

### Броньовий захист і башта
Броня корпусу зроблена зі зварений між собою катаних бронелистів.
Башта — зварна. В ній розміщено гармату, три кулемета і три члена екіпажа.

### Озброєння

#### Основне озброєння
Основним озброєнням є 105-мм нарізна гармата L7A1, оснащена ежектором для продувки ствола. Заряджання гармати відбувається вручну. Боєкомлект гармати становить 44 постріли. Скорострільність гармати може становити до 12 пострілів за хвилину.

#### Допоміжне озброєння
Допоміжне озброєння танка становить 12,7-мм кулемет спарений з гарматою і два 7,62-мм кулемети.

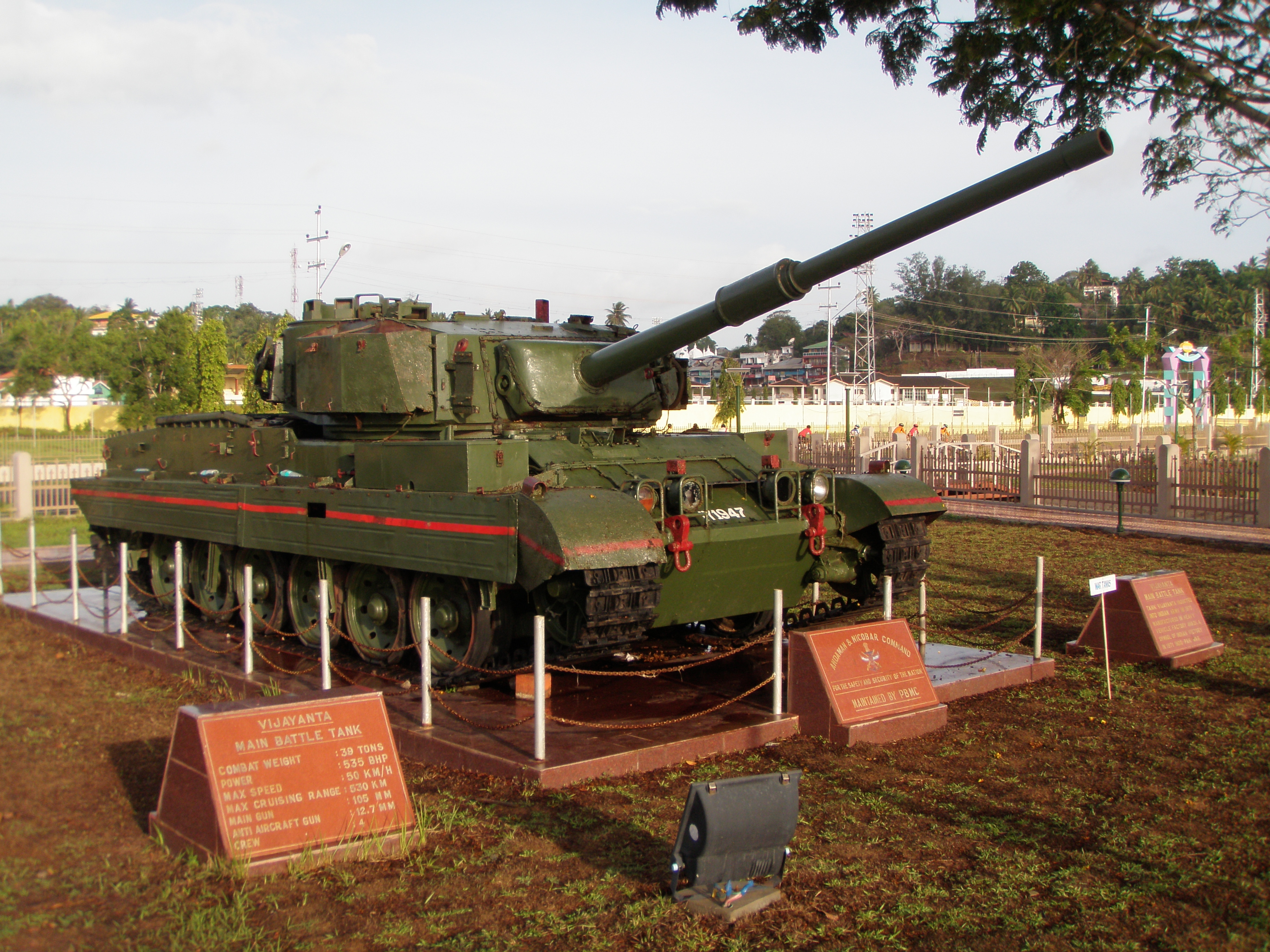
Віджаянта на постаменті в Порт Блейрі

### Екіпаж
Екіпаж танку складається з 4 чоловік — механіка-водія, командира, навідника-оператора і заряджаючого. Механік водій розміщений в передній частині корпусу. Командир танку і навідник розміщені справа від гармати, а заряджаючий зліва.

### Двигун і підвіска
На танку встановлений двотактний шестициліндровий дизельний двигун L60 Мк.4В фірми «Роллс-Ройс» зблокований з трансмісією TN-12 фірми «Мерріт-Вільсон», коробка має шість передач вперед і дві — назад.
Підвіска індивідуальна. З кожного борту корпусу є шість зблокованих по-парно обгумованих опорних котків, велуче колесо ззаду. Гусениця сталева.

## Модифікації
Vijayanta Mark 1 — перша версія танку, яка пішла у серійне виробництво. Згодом танки цієї модифікації були оснащені системою протипожежної безпеки Marconi SFCS 600. Також у рамках проекту «Bison» були зроблені спроби посилити бронезахист танку і встановити новий двигун подібний до двигуна танку Т-72.
Vijayanta Mark 1A — на танк встановили нову систему керування вогнем Tank Bharat Electronics AL 4420.
Vijayanta Mark 1B — танк оснастили системою керування вогнем 4421 AL, лазерним прицілом Barr & Stroud і комп'ютером.
Vijayanta Mark 1C і Vijayanta Mark 2 — останні модифікації танку.
До 2008 року армія повинна була зняти з озброєння ці танки, але згодом, після зняття з озброєння 296 Vijayanta Mark 1A, цей план призупинили.

## Машини на базі
- M-46 Catapult — САУ, виготовлена на базі «Віджаянти» шляхом встановлення російської 130-мм гармати М-46.
- Kartik AVLB — танковий мостоукладальник.

- Vijayanta ARV — броньована ремонтно-евакуаційна машина.

## Основні оператори
- Індія — всього було виготовлено близько 2200 одиниць. Станом на 2007 рік на озброєнні стоїть 1008 танків.[3]